# Sigourney (Iowa)
Sigourney település az Amerikai Egyesült Államok Iowa államában, Keokuk megyében, melynek megyeszékhelye is. Lakosainak száma 2004 fő (2020. április 1.).

## Népesség
A település népességének változása:

| 2010 | 2 059 |
| 2020 | 2 004 |